# Murailles de San Gimignano

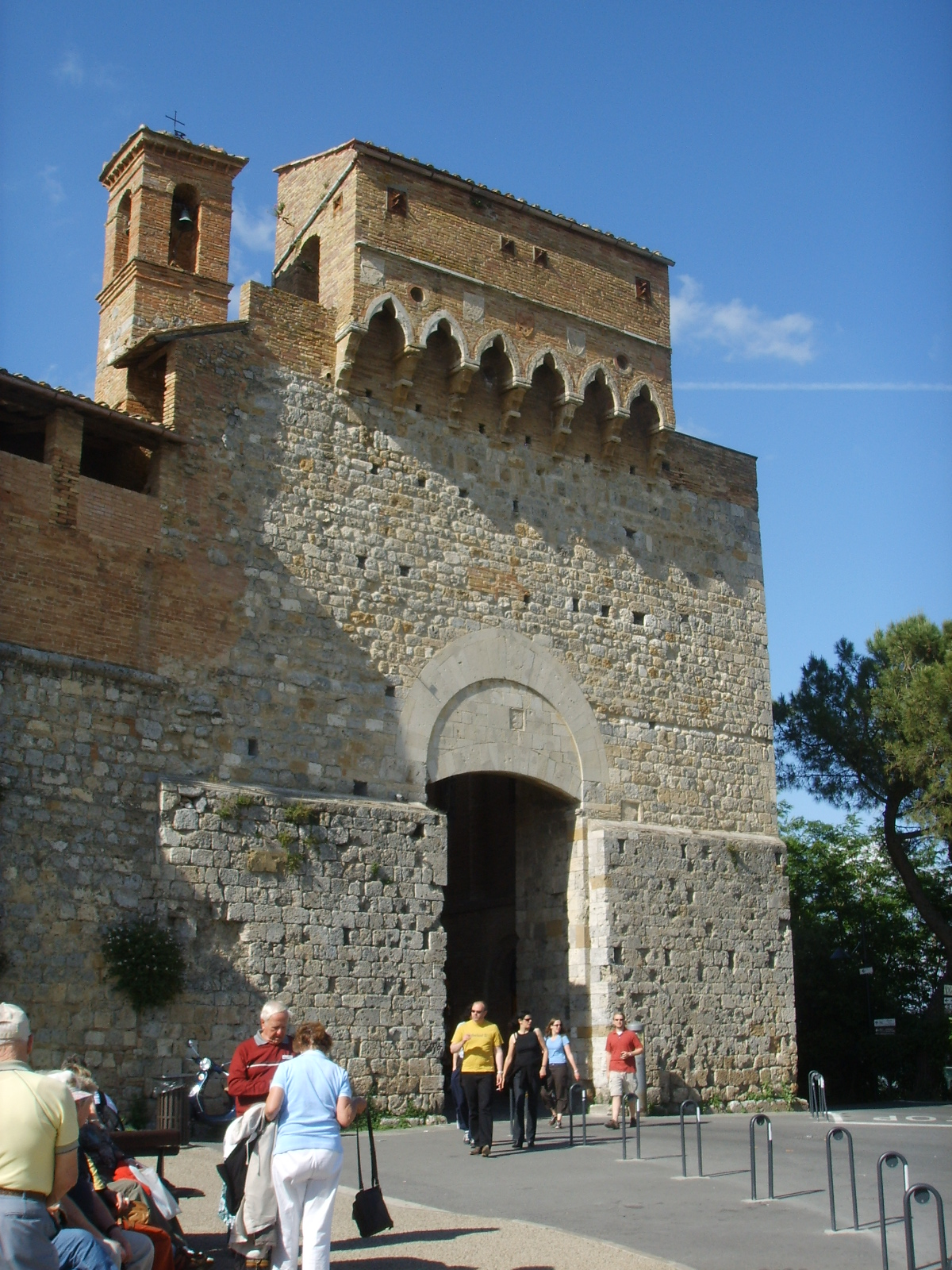
La porte principale : la Porta San Giovanni

Les murailles de San Gimignano (mura di San Gimignano) sont le système défensif du centre historique de la ville de San Gimignano.

## Histoire
La première muraille défensive datant de 998, entre le poste de Montestaffoli et celui de la tour du château de l'évêché, et dont il ne reste que quelques portes insérées dans les habitations, est complétée en 1214 car le passage de la Via Francigena accroît le commerce et les limites de la ville.
En 1251, elle englobe  Montestaffoli pour peu de temps, car, en 1255, les Guelfes de Florence ordonnent la destruction des fortifications. Ayant retrouvé son indépendance en 1261 par la victoire des Guelfes à la bataille de Montaperti, les habitants reconstituent leurs murailles au-delà du tracé précédent, en incluant la tour à l'ouest dans une conformation encore présente aujourd'hui.
En 1353, les Florentins construisirent le Rocca di Montestaffoli (it) et entre la fin du XVe et le début du  XVIe siècle sont érigés les  cinq bastions à base circulaire d'un diamètre d'environ 13 mètres, pour renforcer les défenses  liées à l'apparition des armes à feu.

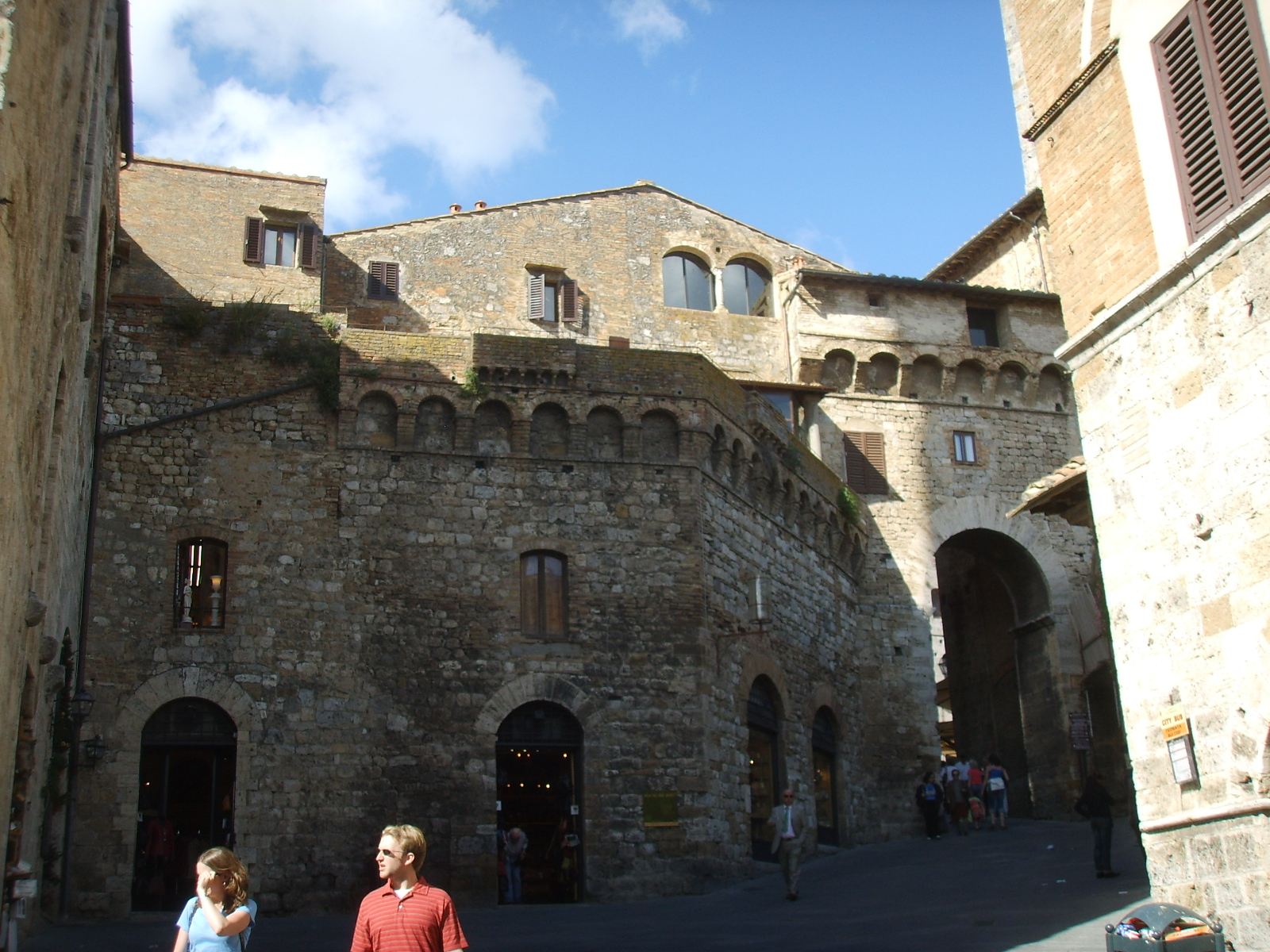
Arco dei Becci
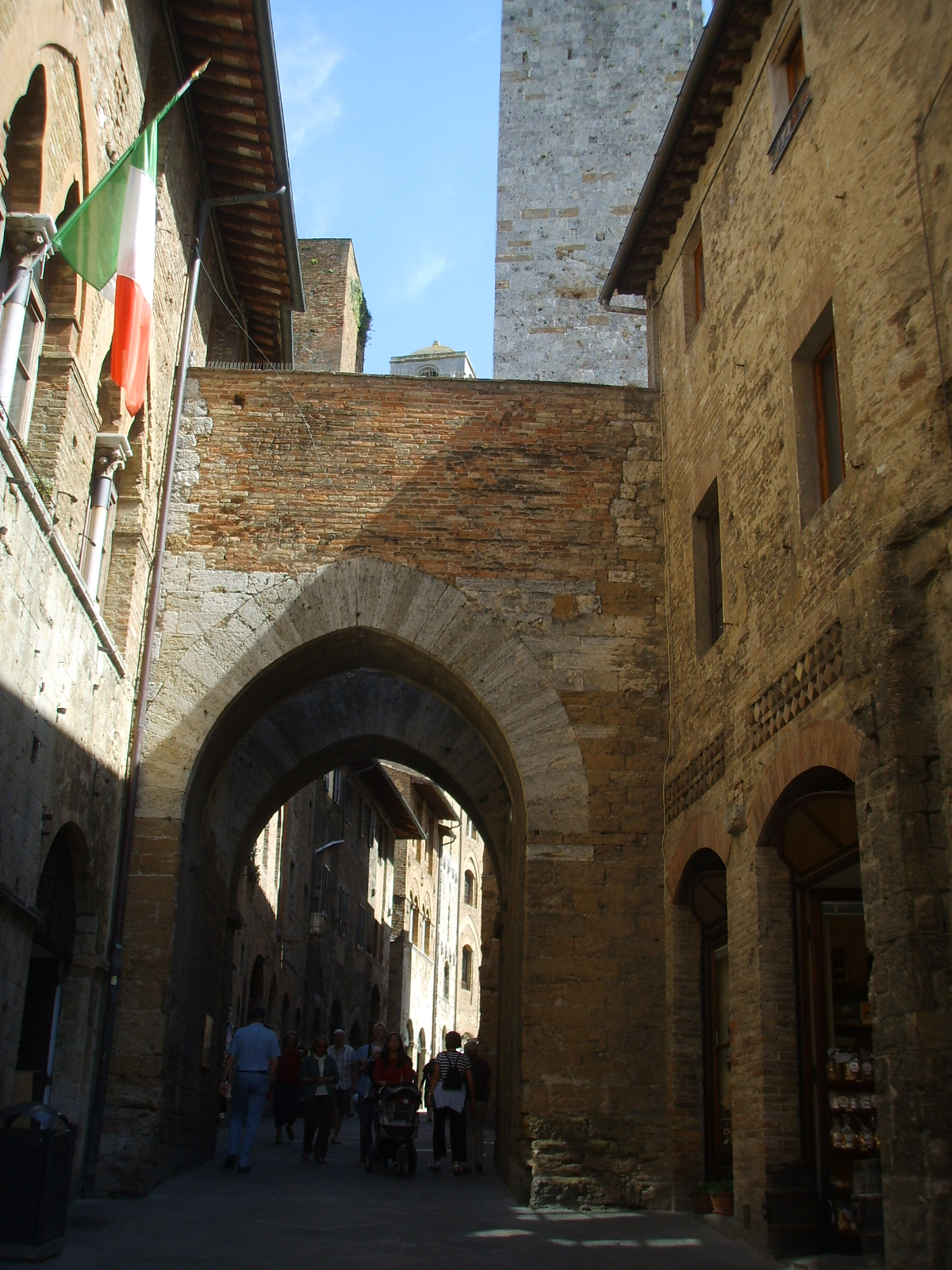
Arco della Cancelleria
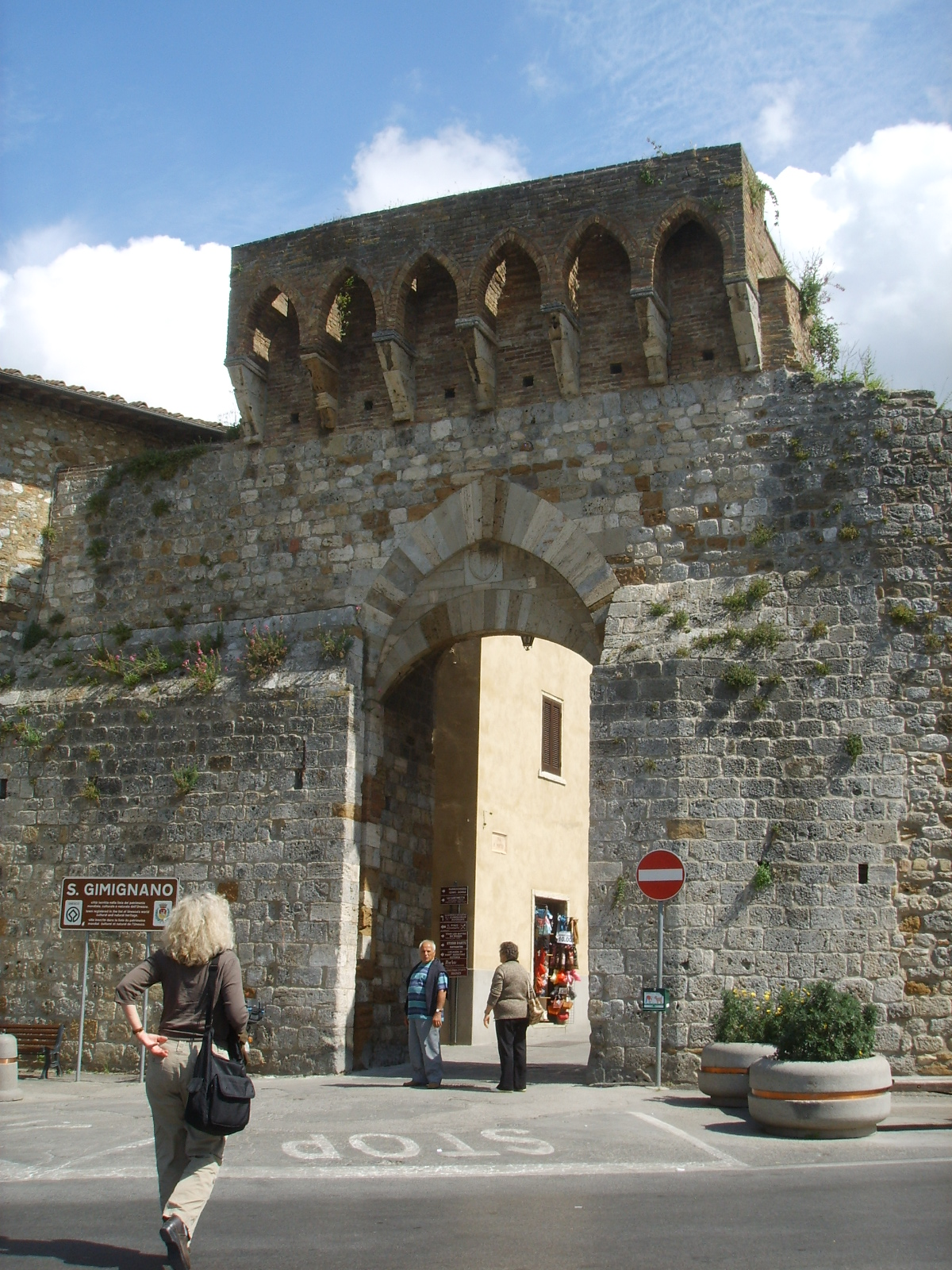
Porta San Matteo
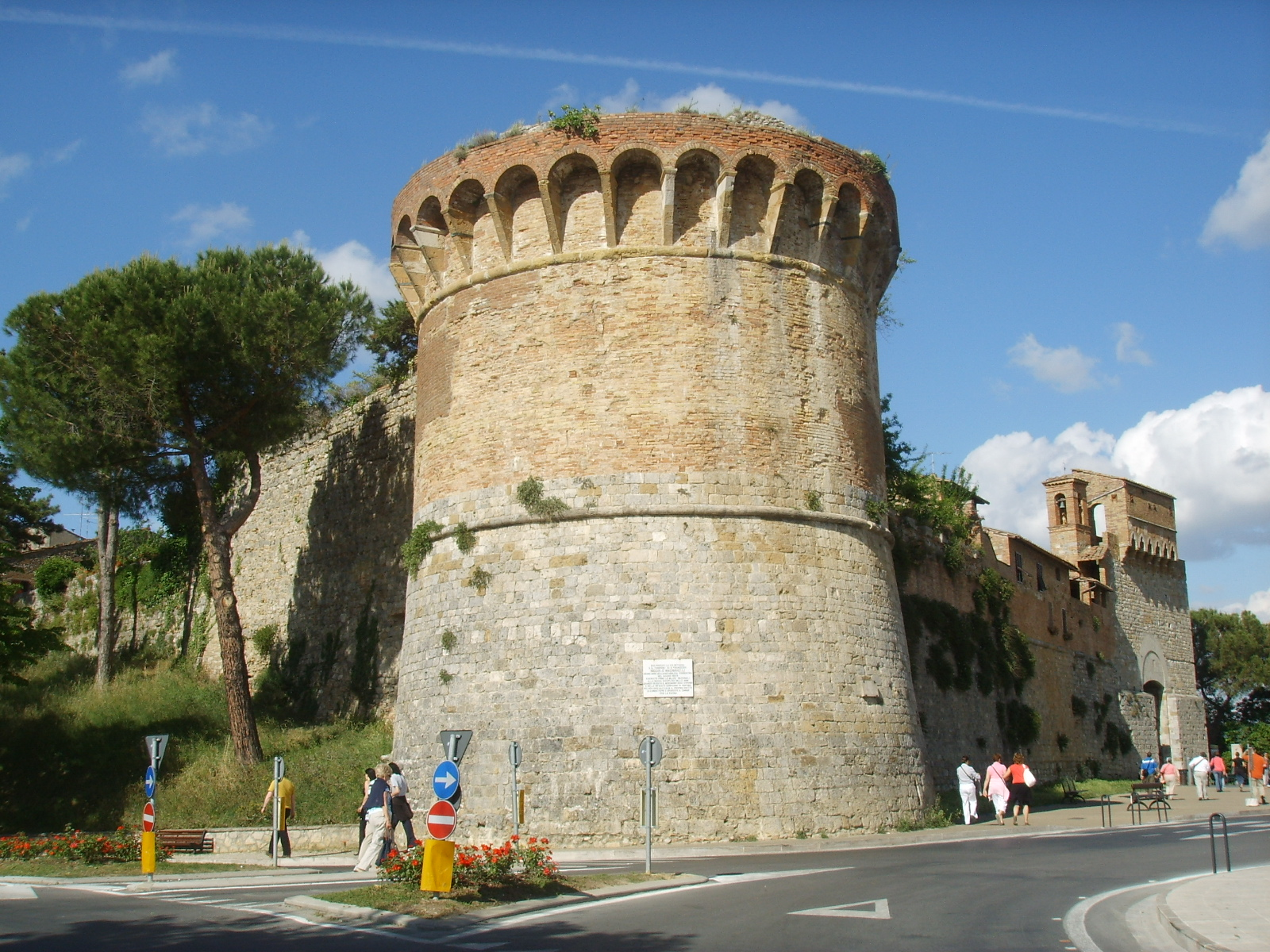
Bastion San Francesco et la Porta San Giovanni (à droite)

## Tracé actuel
La longueur des murailles est de  2 176 mètres avec cinq  portes principales (sens horaire par le sud) :
- Porta San Giovanni (sur la Francigena vers Sienne), près du Bastione San Francesco
- Porta Quercecchio
- Porta San Matteo (sur la  Francigena vers Pise)
- Porta San Jacopo
- Porta delle Fonti

Sauf pour la Porta Quercecchio, chaque porte correspond à une des quatre contrade citadines :  di Castello, di Piazza, di San Giovanni et di San Matteo.

## Sources
- (it) Cet article est partiellement ou en totalité issu de l’article de Wikipédia en italien intitulé « Mura di San Gimignano » (voir la liste des auteurs).